# Darqueze Dennard
Darqueze Dennard (Dry Branch, 10 ottobre 1991) è un ex giocatore di football americano e allenatore di football americano statunitense che ha giocato nel ruolo di cornerback nella National Football League (NFL). Fu scelto come 24º assoluto nel Draft NFL 2014 dai Cincinnati Bengals. Al college ha giocato a football per gli Spartans dell'Università statale del Michigan. Cugino del cornerback dei New England Patriots Alfonzo Dennard, è comunemente soprannominato "No-Fly Zone".

## Carriera universitaria
Dopo aver giocato a football per la Twiggs County High School di Jeffersonville, presso la quale giocò sia come defensive back che come wide receiver, Dennard accettò la borsa di studio offertagli da Michigan State.
Come true freshman nel 2010 prese parte a 6 incontri stagionali, partendo 2 volte come titolare e saltandone 5 a causa di un infortunio. L'anno seguente prese parte invece ad 11 incontri, saltandone tuttavia ancora una volta 2 per infortunio. Egli chiuse la stagione con 42 tackle e 3 intercetti, 2 dei quali messi a segno nell'Outback Bowl vinto da Michigan State 33-30 contro Georgia.
Nel 2012 prese finalmente parte a tutti e 13 gli incontri in stagione regolare, partendo ogni volta come titolare mettendo a segno 52 tackle e 3 intercetti, guadagnandosi l'inserimento nel First team All-Big Ten. Nel 2013, suo ultimo anno nell'ateneo del Michigan, Dennard si consacrò definitivamente come uno dei migliori cornerback del panorama nazionale, chiudendo la stagione con 59 tackle, 4 intercetti e 10 passaggi deviati, con i quali aiutò Michigan State a trionfare nel Big Ten Championship (nel quale sconfisse 34–24 Ohio State) e, a distanza di 25 anni dall'ultimo successo, nel prestigiosissimo Rose Bowl (nel quale sconfisse 24-20 Stanford). Tali prestazioni inoltre, gli valsero l'inserimento nel First-team All-American e nuovamente nel First team All-Big Ten e la vittoria nei prestigiosi Jack Tatum Trophy e Jim Thorpe Award.
Vittorie e riconoscimenti
- Rose Bowl: 1

Michigan State Spartans: 2013
- Big Ten Championship: 1

Michigan State Spartans: 2013
- Buffalo Wild Wings Bowl: 1

Michigan State Spartans: 2012
- Outback Bowl: 1

Michigan State Spartans: 2010
- Jack Tatum Trophy: 1

2013
- Jim Thorpe Award: 1

2013
- First-team All-American: 1

2013
- First-team All-Big Ten: 2

2012, 2013

## Carriera professionistica

### Cincinnati Bengals
Dennard era considerato uno dei migliori cornerback in vista Draft 2014 ed era pronosticato per esser scelto tra metà e fine 1º giro. L'8 maggio fu scelto come 24º assoluto dai Cincinnati Bengals. Debuttò come professionista subentrando nella settimana 2 contro gli Atlanta Falcons e la domenica successiva mise a segno il suo primo sack nella vittoria sui Tennessee Titans. Nella prima stagione giocò con poca consistenza, chiuso dai veterani Terence Newman, Adam Jones e Leon Hall, chiudendo con 17 tackle in 14 presenze, nessuna delle quali come titolare.

### Atlanta Falcons
Il 3 agosto 2020 Dennard firmò con gli Atlanta Falcons.

### Arizona Cardinals
IL 3 giugno 2021 Dennard firmò con gli Arizona Cardinals. Il 31 agosto fu inserito in lista infortunati.